# Diana Ríos Rengifo
Diana Ríos Rengifo (Masisea, 1992) es una ambientalista peruana de Saweto, defensora del antamiki (bosque amazónico) y de los territorios amazónicos. Es vicepresidenta de la comunidad de Saweto. Está considerada una referente de la lucha ambiental e indígena.

## Contexto
Diana Ríos Rengifo pertenece a la comunidad indígena peruana de Saweto, ubicada en las cabeceras del río Tamaya, en el distrito de Masisea, en el Departamento de Ucayali cerca de la frontera con Brasil. Este territorio ocupa una extensión de 77 mil hectáreas, con una masa arbórea cuya madera tiene un alto valor en el mercado: el cedro, la caoba y el shihuahuaco, este hecho ha dado lugar a la tala indiscriminada de árboles y a la existencia de madereros ilegales. Territorio de difícil acceso que llegar hasta allí supone navegar durante una semana desde Pucallpa, la capital de la región Ucayali. En este entorno el 1 de septiembre de 2014 fue asesinado el padre de Diana, Jorge Ríos Pérez, junto con Edwin Chota, Leoncio Quintisima y Francisco Pinedo Ramírez, dirigentes asháninkas de la comunidad de Saweto, fueron acribillados y luego arrojados a los pantanos en la selva del Alto Tamaya, en la frontera entre Perú y Brasil, días después se encontraron los restos de dos de ellos, pero de los otros no se ha vuelto a saber nada.
En 2022 aún se sigue reclamando justicia.

## Biografía y trayectoria
Diana Ríos Rengife a la edad de trece años comenzó a acompañar a su padre en sus recorridos por la defensa del territorio e iniciándose en la lucha por la defensa medioambiental y de las comunidades indígenas y es a los 22 años cuando asesinan a su padre, que le llega la responsabilidad de sacar adelante a sus nueve hermanos y hermanas,  y  sigue en la  defensa del derecho al territorio y la lucha por la titulación de las tierras de su comunidad. Diana se ha convertido en la protectora de los árboles de Saweto.
La lucha por la realización de una investigación del asesinato de su padre y los compañeros la llevó a iniciarse en el contacto con los medios de comunicación para hacerse oír y dar voz a las víctimas, además de viajar por primera vez fuera de Saweto, asistiendo Diana Ríos Rengifo a la XVIII Reunión Regional Americana de la Organización Internacional del Trabajo (OIT), en la ciudad de Lima, en octubre del 2014,  con la finalidad de denunciar estos crímenes contra su comunidad y la situación de invisibilidad de sus problemas por parte del Estado peruano, así como hacer entrega de un documento sobre las demandas territoriales en la Amazonía peruana. En 2014 también viajó a a Nueva York para recoger el premio otorgado por la Fundación Alexander Soros (que se dedica a promover la justicia social y los derechos humanos) a los ashéninkas caídos por la lucha contra la tala ilegal.
Diana Ríos Rengifo  ha estudiado un diplomado en Política, territorio y biodiversidad para estar más preparada y responder mejor a los retos que le esperan en el futuro. "Hay gente que estudia para ser profesor y otros para que no nos saquen de nuestra tierra", señala.
Ha participado en la primera sesión del “Curso de Fortalecimiento de Capacidades para Defensores Ambientales e Indígenas en el Perú” que cuenta con los apoyos y el respaldo del Instituto de Defensa Legal del Ambiente y el Desarrollo Sostenible (IDLADS), la Universidad Nacional Mayor de San Marcos y de Open Society Foundations entre otros.
Diana Ríos Rengifo, entre otras actividades, ha llevado a cabo la distribución de pruebas rápidas y medicinas a las comunidades indígenas colindantes a Saweto –San Miguel de Chambira, Putaya y Tomajau– que luchan contra la pandemia covid-19. 
Diana Ríos Rengifo es la vicepresidenta de Saweto